# فالكنشتاين (ساكسونيا أنهالت)
فالكن‌اشتاين زاكسن آنهالت (بالألمانية: Falkenstein, Saxony-Anhalt) هي بلدة ألمانية تقع في ألمانيا في ساكسونيا أنهالت.  يقدر عدد سكانها بـ 6,187 نسمة .